# Communes de la province d'Alexandrie
- Haut – A
- B
- C
- D
- E
- F
- G
- H
- I
- J
- K
- L
- M
- N
- O
- P
- Q
- R
- S
- T
- U
- V
- W
- X
- Y
- Z

## A
- Acqui Terme
- Albera Ligure
- Alexandrie
- Alfiano Natta
- Alice Bel Colle
- Alluvioni Cambiò
- Altavilla Monferrato
- Alzano Scrivia
- Arquata Scrivia
- Avolasca

- Haut – A
- B
- C
- D
- E
- F
- G
- H
- I
- J
- K
- L
- M
- N
- O
- P
- Q
- R
- S
- T
- U
- V
- W
- X
- Y
- Z

## B
- Balzola
- Basaluzzo
- Bassignana
- Belforte Monferrato
- Bergamasco
- Berzano di Tortona
- Bistagno
- Borghetto di Borbera
- Borgo San Martino
- Borgoratto Alessandrino
- Bosco Marengo
- Bosio
- Bozzole
- Brignano-Frascata

- Haut – A
- B
- C
- D
- E
- F
- G
- H
- I
- J
- K
- L
- M
- N
- O
- P
- Q
- R
- S
- T
- U
- V
- W
- X
- Y
- Z

## C
- Cabella Ligure
- Camagna Monferrato
- Camino
- Cantalupo Ligure
- Capriata d'Orba
- Carbonara Scrivia
- Carentino
- Carezzano
- Carpeneto
- Carrega Ligure
- Carrosio
- Cartosio
- Casal Cermelli
- Casale Monferrato
- Casaleggio Boiro
- Casalnoceto
- Casasco
- Cassano Spinola
- Cassine
- Cassinelle
- Castellania Coppi
- Castellar Guidobono
- Castellazzo Bormida
- Castelletto Merli
- Castelletto Monferrato
- Castelletto d'Erro
- Castelletto d'Orba
- Castelnuovo Bormida
- Castelnuovo Scrivia
- Castelspina
- Cavatore
- Cella Monte
- Cereseto
- Cerreto Grue
- Cerrina Monferrato
- Coniolo
- Conzano
- Costa Vescovato
- Cremolino
- Cuccaro Monferrato

- Haut – A
- B
- C
- D
- E
- F
- G
- H
- I
- J
- K
- L
- M
- N
- O
- P
- Q
- R
- S
- T
- U
- V
- W
- X
- Y
- Z

## D
- Denice
- Dernice

- Haut – A
- B
- C
- D
- E
- F
- G
- H
- I
- J
- K
- L
- M
- N
- O
- P
- Q
- R
- S
- T
- U
- V
- W
- X
- Y
- Z

## F
- Fabbrica Curone
- Felizzano
- Fraconalto
- Francavilla Bisio
- Frascaro
- Frassinello Monferrato
- Frassineto Po
- Fresonara
- Frugarolo
- Fubine

- Haut – A
- B
- C
- D
- E
- F
- G
- H
- I
- J
- K
- L
- M
- N
- O
- P
- Q
- R
- S
- T
- U
- V
- W
- X
- Y
- Z

## G
- Gabiano
- Gamalero
- Garbagna
- Gavazzana
- Gavi
- Giarole
- Gremiasco
- Grognardo
- Grondona
- Guazzora

- Haut – A
- B
- C
- D
- E
- F
- G
- H
- I
- J
- K
- L
- M
- N
- O
- P
- Q
- R
- S
- T
- U
- V
- W
- X
- Y
- Z

## I
- Isola Sant'Antonio

- Haut – A
- B
- C
- D
- E
- F
- G
- H
- I
- J
- K
- L
- M
- N
- O
- P
- Q
- R
- S
- T
- U
- V
- W
- X
- Y
- Z

## L
- Lerma
- Lu

- Haut – A
- B
- C
- D
- E
- F
- G
- H
- I
- J
- K
- L
- M
- N
- O
- P
- Q
- R
- S
- T
- U
- V
- W
- X
- Y
- Z

## M
- Malvicino
- Masio
- Melazzo
- Merana
- Mirabello Monferrato
- Molare
- Molino dei Torti
- Mombello Monferrato
- Momperone
- Moncestino
- Mongiardino Ligure
- Monleale
- Montacuto
- Montaldeo
- Montaldo Bormida
- Montecastello
- Montechiaro d'Acqui
- Montegioco
- Montemarzino
- Morano sul Po
- Morbello
- Mornese
- Morsasco
- Murisengo

- Haut – A
- B
- C
- D
- E
- F
- G
- H
- I
- J
- K
- L
- M
- N
- O
- P
- Q
- R
- S
- T
- U
- V
- W
- X
- Y
- Z

## N
- Novi Ligure

- Haut – A
- B
- C
- D
- E
- F
- G
- H
- I
- J
- K
- L
- M
- N
- O
- P
- Q
- R
- S
- T
- U
- V
- W
- X
- Y
- Z

## O
- Occimiano
- Odalengo Grande
- Odalengo Piccolo
- Olivola
- Orsara Bormida
- Ottiglio
- Ovada
- Oviglio
- Ozzano Monferrato

- Haut – A
- B
- C
- D
- E
- F
- G
- H
- I
- J
- K
- L
- M
- N
- O
- P
- Q
- R
- S
- T
- U
- V
- W
- X
- Y
- Z

## P
- Paderna
- Pareto
- Parodi Ligure
- Pasturana
- Pecetto di Valenza
- Pietra Marazzi
- Piovera
- Pomaro Monferrato
- Pontecurone
- Pontestura
- Ponti
- Ponzano Monferrato
- Ponzone
- Pozzol Groppo
- Pozzolo Formigaro
- Prasco
- Predosa

- Haut – A
- B
- C
- D
- E
- F
- G
- H
- I
- J
- K
- L
- M
- N
- O
- P
- Q
- R
- S
- T
- U
- V
- W
- X
- Y
- Z

## Q
- Quargnento
- Quattordio

- Haut – A
- B
- C
- D
- E
- F
- G
- H
- I
- J
- K
- L
- M
- N
- O
- P
- Q
- R
- S
- T
- U
- V
- W
- X
- Y
- Z

## R
- Ricaldone
- Rivalta Bormida
- Rivarone
- Rocca Grimalda
- Roccaforte Ligure
- Rocchetta Ligure
- Rosignano Monferrato

- Haut – A
- B
- C
- D
- E
- F
- G
- H
- I
- J
- K
- L
- M
- N
- O
- P
- Q
- R
- S
- T
- U
- V
- W
- X
- Y
- Z

## S
- Sala Monferrato
- Sale
- San Cristoforo
- San Giorgio Monferrato
- San Salvatore Monferrato
- San Sebastiano Curone
- Sant'Agata Fossili
- Sardigliano
- Sarezzano
- Serralunga di Crea
- Serravalle Scrivia
- Sezzadio
- Silvano d'Orba
- Solero
- Solonghello
- Spigno Monferrato
- Spineto Scrivia
- Stazzano
- Strevi

- Haut – A
- B
- C
- D
- E
- F
- G
- H
- I
- J
- K
- L
- M
- N
- O
- P
- Q
- R
- S
- T
- U
- V
- W
- X
- Y
- Z

## T
- Tagliolo Monferrato
- Tassarolo
- Terruggia
- Terzo
- Ticineto
- Tortona
- Treville
- Trisobbio

- Haut – A
- B
- C
- D
- E
- F
- G
- H
- I
- J
- K
- L
- M
- N
- O
- P
- Q
- R
- S
- T
- U
- V
- W
- X
- Y
- Z

## V
- Valenza
- Valmacca
- Vignale Monferrato
- Vignole Borbera
- Viguzzolo
- Villadeati
- Villalvernia
- Villamiroglio
- Villanova Monferrato
- Villaromagnano
- Visone
- Volpedo
- Volpeglino
- Voltaggio

- Haut – A
- B
- C
- D
- E
- F
- G
- H
- I
- J
- K
- L
- M
- N
- O
- P
- Q
- R
- S
- T
- U
- V
- W
- X
- Y
- Z